# オールステート保険
オールステート保険（オールステートほけん、英語: Allstate Insurance）は米国イリノイ州ノースブルックを本拠とし、全米ではステートファーム保険などと共に個人向け保険業で首位を争う保険相互会社である。
1931年にシアーズのカタログ販売の一環として事業を開始している。1953年にカナダへも事業展開した。1991年に株式が公開され、1995年に独立会社となっている。
日本ではセゾン自動車火災保険と関係がある。